# Тре Крочи (Трапани)
Тре Крочи је насеље у Италији у округу Трапани, региону Сицилија.
Према процени из 2011. у насељу је живело 45 становника. Насеље се налази на надморској висини од 396 м.